# 남양 성모동산
남양성모성지는 경기도 화성시 남양읍 남양리에 있는 한국 로마 가톨릭교회의 순교 성지이다. 병인년(1866년) 대박해 때 이름 없이 치명한 많은 순교자들을 현양하는 순교성지이며, 1991년 10월 7일 성모 마리아에게 봉헌됨으로써 한국 천주 교회에서는 처음으로 성모 성지(성모 마리아 순례 성지)로 공식 선포되었다. 남양 성지는 우리 나라 유일의 성모 성지이다.
남양 성지는 성모 성지로 선포된 후 지속적인 기도 운동을 벌이고 있다. 묵주의 기도 고리 운동은 현재 수만 명이 넘는 회원들이 매일 자신이 약속한 시간에 15분간 5단을 바침으로써 24시간 내내 묵주의 기도가 이어지게 하고 있다. 또 1년에 두 차례씩 실시되는 피크로스(PICROS) 운동은 며칠 동안 도보 성지 순례를 하면서 끊임없이 묵주의 기도를 함으로써 희생과 고통을 봉헌하는 것이다. 그 외에도 낙태죄를 속죄하기 위한 기도 모임을 매주 토요일마다 마련하고 있다.

## 순교자
치명일기와 증언록에 기록이 전해지는 네 명의 남양 순교자는 충청도 내포 사람 김 필립보와 박 마리아 부부, 용인 덧옥돌 사람 정 필립보, 수원 걸매리 사람 김홍서 토마이다. 남양 순교자들에 대한 간략한 순교 행적은 다음과 같다.

### 김 필립보와 박 마리아 부부(1812~1868년)
김 필립보는 충청도 면천(沔川) 중방리의 중인 집안에서 태어나 어렸을 때부터 할머니에게서 천주교 교리를 들었다. 그러나 처음에는 부친의 반대로 제대로 신앙생활을 하지 못하다가 훗날 그의 부친이 마음을 돌려 천주교 신앙을 이해하게 되면서 부친과 함께 교리를 배워 영세하게 되었다. 장성한 뒤 박 마리아와 혼인한 필립보는 자녀들에게 교리를 가르쳐 본분을 잘 지키게 하였으며, 다른 비신자들에게 복음을 전하는 데도 열심히 노력하였다. 본래 성품이 순량한데다가 신앙생활에 철저했던 그는 이후 회장으로 임명되어 활동하게 되었다.
그는 신부가 공소를 순방할 때마다 모든 준비들을 직접 하였고, 교우들이 타당하게 성사를 받을 수 있도록 미리 준비시키곤 하였다. 그러다가 필립보는 좀더 자유롭게 신앙생활을 하기 위해 가족들을 데리고 경기도 수원 걸매(현 충청남도 아산시 걸매리)로 이주하였다. 이곳에서 오매트르(Aumaitre, 吳) 신부에 의해 다시 회장으로 임명된 필립보는 한결같이 자신의 본분을 다하였다. 1866년 병인박해(丙寅迫害)가 일어나 교우들이 체포되기 시작하자, 필립보는 아내 마리아와 함께 자식들을 데리고 충청도 신창 남방재로 피신하여 살았다.
그러던 중 1868년에 다시 박해가 성하게 되자, 필립보는 홍주 신리(新里, 현 충청남도 합덕읍 신리)에 살던 사위의 집으로 피신하였다. 그러나 얼마 안 되어 남양(南陽)에서 파견된 포졸들이 그곳으로 들이닥쳐 그를 체포하기에 이르렀다. 그때 필립보는 아내와 함께 기도를 하고 있었는데, 포졸들이 온 것을 알고는 기도를 다 마친 뒤에 스스로 그들 앞으로 나가 자신이 바로 ‘그대들이 찾던 신자’임을 자백하였다. 포졸들은 필립보를 체포하자마자 매질을 하고는, 천주교 신자들과 교회 서적이 있는 곳을 대라고 다그쳤다. 그러자 그는 이렇게 대답하였다.
“이렇게 체포되었다고 어찌 천주교를 믿지 않겠는가? 우리를 내시고 기르시며 사후에 심판하실 주님을 마땅히 힘을 다해 공경해야 한다.……책은 지난 박해(즉 병인박해) 때에 모두 불태워 버렸고, 아는 신자 하나 없이 나 혼자 얻어먹고 다니며 살았다.”
그러자 포졸들은 필립보에게 수갑을 채운 다음 남양으로 압송하였다. 이때 그의 아내 박 마리아는 필립보와 포졸들이 말려도 듣지 않고 “남편을 따라가 함께 죽겠다”고 하면서 자원하여 따라 나섰다. 이들 부부는 남양 옥에 한 달 정도 갇혀 있으면서 문초와 형벌을 받았지만, 신앙을 굽히지 않고 교회 일은 하나도 입 밖에 내지 않았다. 그러다가 1868년 8월 3일 부부가 함께 교수형으로 순교하였으니, 당시 그들 부부는 동갑으로 57세였다.

### 정 필립보(? ~ 1867)
경기도 용인의 덧옥돌에서 살았는데, 1866년 11월 남양 감영의 포졸에게 붙잡혀 가혹한 형벌에도 굴하지 않고 다음해 1867년 1월에 교수형으로 순교했다.

### 김홍서 토마(1830 ~ 1868)
수원 걸매리(현 충청남도 아산시 걸매리) 사람으로 1868년 남양 감영의 포졸에게 아내와 함께 붙잡혀 남양으로 끌려왔다. 아내는 배교하여 풀려났으나, 김홍서 토마는 끝내 배교치 않고 김필립보 부부와 함께 교수형으로 순교했다. 배교한 아내는 김홍서 토마가 순교하자 시신을 찾아 장례를 치렀다. 순교자 김홍서 토마의 나이는 38세였다.

## 성지소개
- 소재지: 경기도 화성시 남양읍 남양리 1704번지 또는 남양성지로 112번 (남양성모성지)
- 미사안내:  오전 11시(화요일-일요일)

## 참고 자료
- 남양성모성지 - 화성시 문화관광